# 西部の娘
『西部の娘』（せいぶのむすめ、 伊: La fanciulla del West）は、ジャコモ・プッチーニが作曲、1910年に完成、初演された全3幕からなるオペラである。

## 基本情報
- 原題：La Fanciulla del West
- 原作：デイヴィッド・ベラスコの舞台劇“The Girl of the Golden West”
- 台本：カルロ・ザンガリーニおよびグエルフォ・チヴィニーニ
- 演奏時間：約2時間15分
- 作曲時期：1907年に作曲に着手、1910年に完成。
- 初演：1910年12月10日、ニューヨークのメトロポリタン歌劇場にて、トスカニーニの指揮による。

## 作曲の経緯
1907年にメトロポリタン歌劇場の招きでニューヨークに赴いたプッチーニは、現地でベラスコ（「蝶々夫人」の原作者でもある）のいくつかの舞台を観、その中でも“The Girl of the Golden West”にオペラへの発展可能性を見出した。もう一つの候補に「マリー・アントワネット」があったようだが、結局同年中にはこの“The Girl”に集中することとなり、カルロ・ザンガリーニ（母親がアメリカ人であり英語を解した）に台本作成を依頼した。しかしザンガリーニは遅筆であり進捗が遅かったため、ジャーナリストで詩人のグエルフォ・チヴィニーニとの共同体制での台本作成となった。
1908年から1909年にかけて、プッチーニは有名な「ドーリア・マンフレーディ事件」に忙殺される。女中ドーリア・マンフレーディがプッチーニと不貞関係にあると邪推した妻エルヴィーラが、ドーリアを公衆の面前で少なくとも4か月にわたり激しく糾弾、耐えかねたドーリアは1909年1月23日に服毒自殺を図り、数日後に死亡したのである（死後検視で彼女は処女であったとされたが、疑問もある）。ドーリアの遺族はエルヴィーラを告発、いったんは有罪とされるも、示談が成立して公判停止となった（10月2日）。この時期、プッチーニの作業は完全に停滞する。
プッチーニが平穏を回復した1909年暮れからは作業もようやく進捗を見せ、1910年11月16日再びニューヨークに到着、約1か月の準備・リハーサル期間の後、初演に至った。

## 編成

### 登場人物
- ミニー、酒場「ポルカ」の女主人（（ドラマティックな）ソプラノ）
- ディック・ジョンソン、実は盗賊ラメレス（テノール）
- ジャック・ランス、保安官（バリトン）
- ニック、「ポルカ」のバーテンダー（テノール）
- アシュビー、ウェルス・ファーゴ銀行の代理人（バス）
- ハリー／ジョー／トリン、いずれも鉱夫（テノール）
- ベッロ／ハッピー／シド／ソノーラ、いずれも鉱夫（バリトン）
- ラーキンズ、鉱夫（バス）
- ビリー・ジャックラビット、インディアン（バス）
- ウォークル、インディアンの女、ミニーの手伝いでありビリーの内妻（メゾソプラノ）
- ジェイク・ウォーレス、流しの唄歌い（バリトン）
- ホセ・カストロ、混血の男でラメレスの子分（バス）
- 郵便配達人（テノール）

- 合唱（テノール、バリトン、バス）

### 楽器構成
木管楽器は4管でプッチーニの作品中最大であり、ワーグナーのパルシファルとほぼ同一編成である。
- ピッコロ
- フルート 3
- オーボエ 3
- コーラングレ
- クラリネット 3
- バスクラリネット
- ファゴット 3
- コントラファゴット
- ホルン 4
- トランペット 3
- トロンボーン 3
- バストロンボーン（チンバッソ）

- ハープ 2

- グロッケンシュピール
- チェレスタ
- ティンパニ
- バスドラムおよびシンバル
- スネアドラム
- トライアングル
- タムタム
- リボルバー拳銃の音 （"Colpa di revolver"）
- フォニカ

- 弦五部
  - ヴァイオリン 2パート
  - ヴィオラ 1パート
  - チェロ 1パート
  - コントラバス 1パート

#### 舞台裏
- ハープ　（弦の間に紙を挟み、バンジョーの音色を出すように）
- チューブラーベル
- ウィンドマシーン

## 演奏時間
約2時間10分（各幕約1時間、45分、25分、カット無し）。

## 構成とあらすじ
全3幕
時と場所　1849年から1850年にかけての冬、ゴールドラッシュで沸くカリフォルニア
- 第1幕：酒場「ポルカ」の中

山すそにあるミニーの酒場「ポルカ」は鉱夫たちの数少ない憩いの場だった。男たちは、流しのジェイク・ウォーレスが唄う故郷の歌に涙したり、盗賊ラメレスがまたこの近くにやって来たという噂話に花をさかせている。保安官ジャック・ランスが「ミニーはもうすぐ俺のもの」などと壮語したことから危うく喧嘩になるところだったが、ミニーが現れていつも通り聖書を読み聞かせてやるので、男たちは静まる。ランスは不器用に、自分の想いをミニーに打ち明けるが、無邪気な彼女は取り合わない。そこへ「ディック・ジョンソン」と名乗るよそ者（実はラメレス）が現れる。昔教会で見かけた男だと気付いたミニーはジョンソンに惹かれ、ランスは嫉妬を覚える。ギャングの一味、ホセ・カストロが捕われ引かれてくるが、彼は親分のラメレスが姿を変えてそこにいることに気付き、男たちの注意を酒場の外にそらす。こうしてミニーとジョンソン（＝ラメレス）は二人きりとなる。ミニーはジョンソンに、今晩自分の小屋に来ないかと誘い、ジョンソンはギャング仲間の口笛の合図を無視して、ミニーのところへ行こうと約束する。別れ際にジョンソンはミニーに「君は天使の顔をしている」と言い残し、純真なミニーはひとりうろたえる。
- 第2幕：ミニーの小屋

はじめて男性を家に招くミニーがウォークルと一緒にうきうきと仕度しているところへジョンソンが現れ、一時を過ごす。やがてジョンソンは帰ろうとするが吹雪が激しくなったのを口実にミニーは彼を引きとめ、二人は愛情を確かめ合う。保安官ランスやアシュビーに率いられた一団がやってくる。ミニーはジョンソンを隠して応対するが、ランスは「ジョンソンと名乗っていた男はやはり、残忍な強盗ラメレスだった。奴の足跡を追ってここまで来た」と告げる。男たちを一旦帰したあと、ミニーはラメレスに向かい「あんたの素性も、私を騙していたことももはやわかった。出て行け」と激しく罵る。ラメレスは「父はギャングだったが、自分は父が死ぬまでそうと知らなかった。残された唯一の遺産、子分一味を用いて、母と弟たちを食べさせなくてはいけなかった。教会で初めて君を見たとき、真人間の生活を君と始めたい、屈辱的な過去は君には知られたくない、と神に祈った。しかし全ては無駄だった」と言い、小屋から去る。待伏せしていた一団にラメレスは撃たれ瀕死の重傷を負う。ミニーは激しい葛藤の末、再び彼を小屋の屋根裏にかくまう。ランスが追いかけて入ってくる。天井から滴る血でランスはラメレスの居場所を知る。ミニーはポーカーで決着を付けよう、と提案する。ランスが勝てば、ラメレスは捕縛、ミニーもランスのもの、一方ミニーが勝てば、ラメレスは見逃す。ミニーは結局いかさまをして勝つ。ランスはその手管に気付いたが、約束通り小屋をひとり立ち去り、ミニーは狂喜する。
- 第3幕：カリフォルニアの大森林、冬の夜明け前

数日後、大規模な山狩りの結果ラメレスは捕らえられ、ランスや鉱夫たちにリンチの末絞首にされようとしている。ラメレスは「ミニーには、自分は放免されてはるか遠い土地で悔悟の日々を送っていると伝えてほしい」と遺言する。そこへ馬に乗ったミニーが到着、ランスは早く絞首にしてしまおうとするが、ミニーは自分がこれまで鉱夫たちに尽くしてきてやったこと、聖書を教えてやったことを思い返させ、ラメレスを自分のものにさせてほしい、でなければ一緒に死ぬ、と哀願する。彼女の情に打たれた鉱夫たちはラメレスを赦免することに同意、二人は馬に乗ってカリフォルニアを後にする。

## 初演とその後の評価
1910年12月10日、ニューヨークのメトロポリタン歌劇場（メト）での初演は、エンリコ・カルーソー（ジョンソン）、エミー・デスティン（ミニー）、パスクワーレ・アマート（ランス）、トスカニーニ（指揮）という、当時世界的にも最高の陣容で行われた。
メトの巧みな宣伝工作もあって公演人気は沸騰しており、もともと他公演の倍価格に設定されたチケットが、セカンド・マーケットでは更に30倍のプレミアをもって取引された。初日の観客はJ. P. モルガン、グッゲンハイム家、ヴァンダービルト家などニューヨーク社交界勢揃いの観があった。当地の新聞は、世界最高峰と考えられていたオペラ作曲家がその新作をニューヨークで初演するということ自体、アメリカの文化がヨーロッパのそれに比肩し凌駕しつつあるのだという論調で、初演を好意的かつセンセーショナルに報道した。プッチーニにとっては、初演が成功で終わった数少ないオペラの一つである。
しかし、初演の興奮は急速に醒めていった。ヨーロッパ各地での現地初演は数年かけて行われていったが、そこでの評価はすでに、若干の留保を持ったものとなっている。
現在に至っても、このオペラは『ラ・ボエーム』、『トスカ』、『蝶々夫人』といった彼の代表作、あるいはそこまででなくとも、『マノン・レスコー』や『トゥーランドット』といった、各オペラ・ハウスでしばしばレパートリー上演される作品に比べて、一般的には高い評価を受けていないのが現状である。理由としては、簡単に口ずさむことのできるアリアの不在、全曲で多用されている大胆な不協和音、また皮肉なことに後世の我々は西部劇映画を数多く鑑賞してきたこともあり、このプロット自体が「オペラの舞台で、生ぬるいウエスタンをやっている」という感覚で見られてしまう面も否定できない。
一方で、全音音階を多用して無調音楽に一歩踏み出しているという点を、プッチーニの先進性を示すものとして注目する場合もある。
この作品は後年評論家から「プッチーニは現地を踏んだから失敗したのだ」と揶揄された。プッチーニ自身は日本も中国も訪れていない。想像だけで作り上げた幻想的なこれらの作品に比して、『西部の娘』は設定がリアルである、といわれる。
日本初演は1963年11月2日、東京文化会館における第4次NHKイタリア歌劇団による。ジョンソンには当初マリオ・デル＝モナコが予定されていたが、重病で来日不能となり、ガストーネ・リマリッリとアントニオ・アンナローロのダブルキャストとなった。他にはアントニエッタ・ステッラのミニー、アンセルモ・コルツァーニのランス、オリヴィエーロ・デ・ファブリティース指揮・NHK交響楽団という陣容であった。